# 스키 마스크 더 슬럼프 갓
스토클리 클레븐 굴버른(Stokeley Clevon Goulbourne),이 본명인 스키 마스크 더 슬럼프 갓(1996년 4월 18일 출생, "$ki Mask "The Slump God"이라 불림)은 미국의 래퍼이자, 싱어송라이터이다. 그는 처음에 텐타시온과 그들의 집단과 함께 유명해졌다. 2017년, 그는 싱글 "Catch Me Outside"와 "Babywipe"를 발매했는데, 이 두 곡 모두 그의 믹스테이프 "You Will Retrief" (2017)에 수록되었고, "RIAA"는 "Recording Industry Association"로부터 골드 인증을 받았다.
굴본(Goulbourne)의 믹스테이프인 《Beare the Book of Eli》는 2018년 5월 발매되었으며 빌보드 200 차트에서 50위를 기록했다.2018년 데뷔 앨범 "Stoolkeley"는 빌보드 200에서 6위로 정점을 찍었다.

## 생애
스토욱리 클레번 굴번(Stokeley Clevon Goulbourne)은 1996년 4월 18일 플로리다주 포트 로더데일에서 태어났다. 그는 자메이카계 혈통이다.
굴본은 부스타 라임스(Busta Rhymes), 미시 엘리엇(Missy Elliott), 우탱 클랜(Wu-Tang Clan), 릴 웨인(Lil Wayne)의 음악을 들으며 자랐다.그는 그의 부모님이 종종 집에서 자메이카 음악을 연주했다고 말했다. "Sin City"라는 예명을 사용한 래퍼인 굴버른의 아버지는 종종 아들에게 자신의 랩 음악을 쓰는데 집중하도록 강요했다. 2013년 굴본(Goulbourne)은 "약 10달러 상당의 대마초"를 소지한 혐의로 소년원에 수감되었다. 이 두 사람은 친구가 되었고, 구치소에서 풀려난 후 자주 노래에 협력했다.

## 커리어

### 2014–2017: 메인 스트림 데뷔
굴본(Goulbourne)은 텐타시온과 함께 랩 그룹 "Very Rare"를 결성하고 스트리밍 서비스 사운드클라우드를 통해 첫 곡 "Catch Me"를 발매했다.굴본은, 결국 텐타시온의 단체 회원만을 공동 설립했다.2015년, 텐타시온과의 콜라보레이션 믹스테이프 "Members Only Vol. 1"이 발매되었다. 이 믹스테이프는 결국 2017년 6월 26일 "Members Only, Vol. 2와 "Members Only, Vol. 3"으로 이어졌다.
굴본은 사운드클라우드 플랫폼에서 "Catch Me Outside", 릴 펌프가 피처링한 "Where's the Blow", 우노 더 액티비스트(UnoTheActivist)가 피쳐링한 "Stunt!", "Life Is Short", "Like a Soccer Mom", "Take a Step Back", "Baby Wipe"를 포함한 여러 싱글을 발매했다. 엘리엇은 트위터에 글을 쓰면서 굴버른(Goulbourne)의 연주에 긍정적인 반응을 보였다. "오, 그는 이 씬(Piyah)에서 지옥을 타고 나갔습니다!"라고. 이 노래는 결국 골드 인증을 받았다. Goulbourne has performed twice at the Rolling Loud Festival 그리고 Offset(래퍼), Lil Yachty, 에이셉 퍼그, 릴 핍, 그리고 덴젤 커리를 포함한 다른 가수들과 함께 노래를 발표했고, Desiigner,굴본(Goulbourne)은 또한 88라이징 레이블의 Higher Brothers와 키스 에이프를 포함한 아티스트들과 협력했다. 굴본은 또한 자신이 가장 좋아하는 프로듀서라고 말했던 팀발랜드(Timbaland)와 함께 작업했다.
2016년 5월, 굴버른(Goulbourne)은 자신의 첫 믹스테이프 "Drown in Designer"와 "Where's the Blow"를 발매했고, 이후 골드 인증을 받았다. 2017년 6월, 굴본(Goulbourne)은 "Steven Victor"와 리퍼블릭 레코드에서 데뷔 광고 믹스테이프 "You Will Retrief"를 발매했다.

### 2018–현재: "Stokeley(스토클리)"와 "Sin City The Mixtape(신 시티 더 믹스테이프)"
2018년 5월, 굴본(Goulbourne)은 세 번째 믹스테이프, 싱글 "DoIHaveTheSause?"가 피쳐링된 "Beare the Book of Eli"를 발매했다. 같은 해 6월, 그는 XXL의 2018년 신인으로 선정되었다. 2018년 11월 30일, 주스 월드(Juice Wrld)가 피처링한 〈Faucet Failure〉와 〈Nuketown〉이 수록되어 있는, 데뷔 앨범인 《Stockley》를 발매했다. 이 음반은 빌보드 200 차트에서 6위로 정점을 찍었다.
"Stoolkeley"의 성공 이후, 굴본(Goulbourne)은 2019년에 단 하나의 싱글 "Carbonated Water"를 발매했다. 2020년 7월, 그는 싱글 "Burn the Hoods"를 리리컬 레모네이드 뮤직 비디오와 함께 발매했다. 동시에, 그는 그의 두 번째 음반이 그 해 말에 발매될 것이라고 발표했지만, 그 음반은 발매되지 않았다. 굴본은 대중들에게 더 많은 음악을 공개할 계획이라고 말했다.
2021년 5월, 굴본(Goulbourne)은 "Sin City The Mixtape"라는 제목의 믹스테이프를 6월에 출시할 것이라고 발표했다. 굴본은 6월 25일, "Sin City"를 개봉했다.

## 음악 스타일
굴본은 그의 음악적 연출이 부스타 라임스( Busta Rhymes)에 의해 가장 많은 영향을 받았다고 말했다. 미시 엘리엇과 치프 키프. 굴본(Goulbourne)은 또한 그가 어떠한 주요 음악적 영향도 가지고 있지 않다고 말했다. "저는 모든 장르를 다 듣습니다: 랩, 락, 클래식, 헤비메탈... 저도 가끔 아델의 노래를 들어요."라고 말했다.

## 개인사
2018년 6월 기준, 골본(Goulbourne)은 조지아 주 애틀랜타에 살고 있다. 그는 2018년 3월에 수술을 받아야 하는 심장 질환이 있었다.
2016년 인터뷰에서, 굴본(Goulbourne)은 동성결혼 합법화에 대한 지지를 표명했다. 2020년 굴본은 도널드 트럼프 대통령을 백인 우월주의자에 비유하며 혐오감을 드러냈다.

### 우정

#### 텐타시온
굴본(Goulbourne)은 xxxxtentacion과 친한 친구였다. 그들은 2013년에 소년원에서 만났다. 굴본(Goulbourne)은 애덤22와의 인터뷰에서 X의 범죄 혐의에 놀랐다고 말했다. 감옥에 있는 동안, X는 굴본에게 다양한 랩에 대해 가르쳤다. 이 듀오가 발매된 후, 그들은 가택 침입을 저지르려는 의도를 가지고 만났지만, 대신 함께 음악을 발매하기 시작했다. 그 래퍼들은 집단 멤버 전용 (힙합 집단)을 설립했다. 2017년 굴본(Goulbourne)과 텐타시온은 크레이그 잰(Craig Xen)과 함께 '더 리벤지 투어'를 시작했다.투어는 XXX텐타시온의 사촌의 총격으로 연기되었다.2017년 말, 두 사람은 헤어졌고 그들은 각자 자신의 프로젝트를 시작했다. 이 무렵, 두 사람이 반목하고 있다는 것을 넌지시 알 수 있었다.
2018년 롤링루드 마이애미 페스티벌에서는 굴버른(Goulbourne)과 텐타시온이 재회하며 우정을 재확인했다. 2018년 6월 18일, XXX텐타시온이 살해되었다.; 굴본(Goulbourne)은 인스타그램 라이브를 하는 동안 그의 가장 친한 친구의 죽음을 알게 되었고 그의 팬들에게 그 래퍼의 죽음을 눈물을 흘리면서 진심으로 알렸다.

#### 주스 월드(Juice Wrld)
2018년 초, 굴본은 떠오르는 래퍼 주스 월드(Juice Wrld)와 친구가 되었다. 두 사람은 계속해서 "Nucketown"이라는 트랙을 공동 작업했고, 이 곡은 굴버른이 빌보드 핫 100에서 가장 높은 차트를 기록한 곡이 되었다. 두 사람이 '악마의 쌍둥이'라는 제목의 믹스테이프를 제작하고 있다고 발표되었지만, 이 프로젝트는 발표되지 않았다. 2019년, 두 사람은 리리컬 레모네이드(Lyrical Lemonade)의 콜 베넷과 함께 'Death Race for Love Tour'에 나섰다.
2019년 12월 8일, 주스 월드(Juice Wrld)는 오피오이드로 인한 발작으로 사망했다. 굴본(Goulbourne)은 그 래퍼가 사망했다는 소식에 감정적으로 반응했다. 굴본(Goulbourne)은 그 달 말에 Juice Wrld의 장례식에 참석했다.

##### 여파
18개월 동안 그의 가장 친한 친구 두 명의 죽음은 굴본(Goulbourne)에게 지대한 영향을 미쳤다. XXX텐타시온이 사망한 후, 굴본(Goulbourne)은 자신의 콘서트에서 여러 번 그를 기렸다.; 굴본(Goulbourne)은 텐타시온의 아들 게큐메 온프로이(Gekyume Onfroy)를 쇼에서 처음으로 직접 만났다.

### 논쟁

#### 콘서트 사건
2017년 4월 11일 로스앤젤레스 폰다 극장에서 열린 콘서트 도중 굴본(Goulbourne, 스키 마스크 더 슬럼프 갓의 본명)은 무대에서 밀려나 래퍼 롭 스톤(Rob Stone)에게 폭행당했다. 이 공격은 스톤이 오프닝 공연을 하는 동안 굴본이 무대 밖으로 나가기를 거부한 것을 시작으로 두 래퍼 사이의 계속되는 불화로 인해 촉발되었다고 한다. 롭 스톤은 Designer의 아웃렛 투어의 나머지 부분에서 퇴장을 당했다.
2018년 8월 10일 텍사스주 오스틴에서 열린 콘서트에서 굴본(Goulbourne)은 그의 살해당한 친구 텐타시온을 위해 관중들에게 잠시 침묵의 시간을 달라고 요청했다. 관객 헤클러(Heckler)는 "엿 먹어 X, 여자를 때리는 똥덩어리야!"라고 말하며 관객들을 위협했고, 굴본은 나머지 관객들에게 "그의 엉덩이를 잡아 족쳐"라고 말해 난투극으로 이어졌다. 군중들이 그 남자를 때리는 동안 굴버른은 XXX텐타시온의 가장 인기 있는 노래 중 하나인 "Look at Me(XXX텐타시온 노래)"를 연주했다.

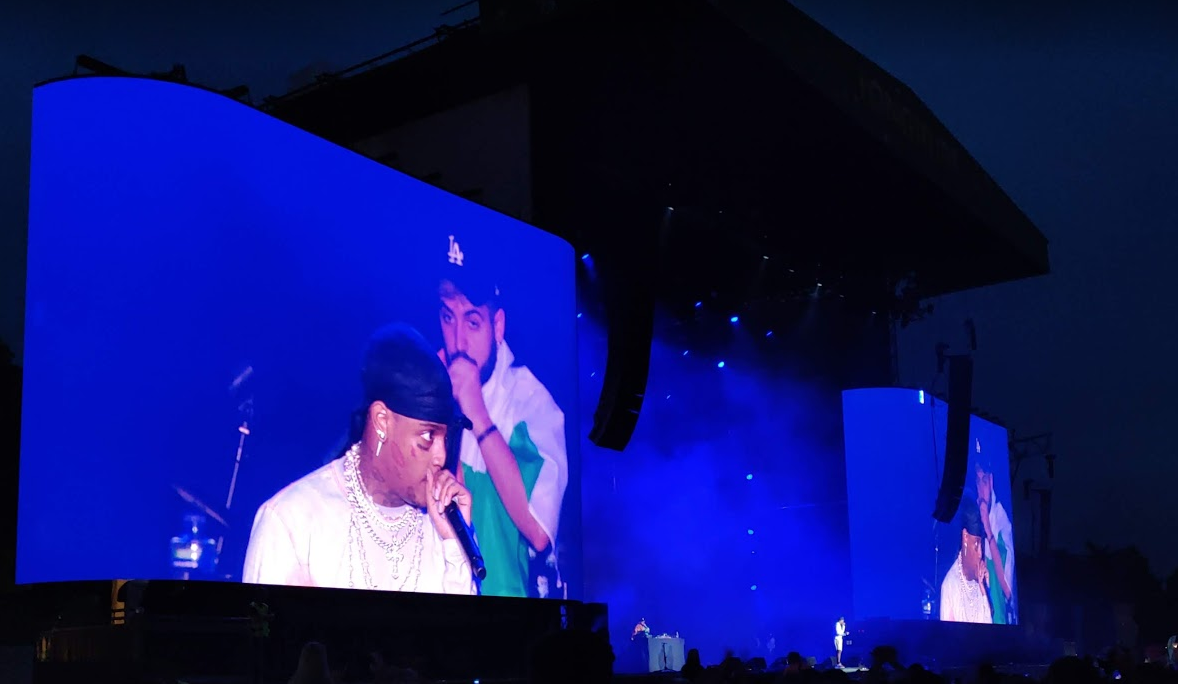
롱기튜드 2019, 메인 무대에서의 스키 마스크

#### 법적 문제
2014년 굴본(Goulbourne)은 마리화나를 소지한 혐의로 소년원에 수감되었다. 굴본(Goulbourne)은 2016년 8월 면허 정지, 무면허 운전, 강도 혐의로 체포됐다. 그는 나중에 보석으로 풀려났다.

## 디스코그래피
스튜디오 앨범
- Stokeley (2018)

콜라보레이션 앨범
- Members Only, Vol. 4 (2019) (as part of Members Only)

## 필모그래피(Filmography)
| 연도 | 제목                       | 역할    | 레퍼런스      |
| ---- | -------------------------- | ------- | ------------- |
| 2021 | Juice Wrld: Into the Abyss | Himself | [ 62 ]        |
| 2022 | LOOK AT ME                 | Himself | [ 64 ] [ 65 ] |